# Patricia Reyes
Patricia Isaura Reyes Rivera, née le 22 décembre 1973, est une avocate et femme politique espagnole membre de Ciudadanos.
Elle est élue députée de la circonscription de Madrid lors des élections générales de décembre 2015.

## Biographie

### Formation et profession
Patricia Isaura Reyes est diplômée en droit et possède un master en urbanisme. Elle a conseillé des entreprises commerciales.

### Carrière politique
Elle s'est affilié à Ciudadanos en 2014 et devient conseillère municipale sous ces couleurs à Boadilla del Monte (Madrid). Elle a remporté la cinquième place lors des primaires au Congrès pour Madrid. Elle est spécialiste en matière de lutte contre la violence de genre et  fait partie des groupes de travail de Ciudadanos sur cette question. Elle soutient la nécessité de donner plus de moyens aux mairies pour lutter contre ce problème.